# Breite
Breite är en ort i kommunen Nürensdorf i kantonen Zürich i Schweiz. Den ligger cirka 13,5 kilometer nordost om centrala Zürich och cirka 6,5 kilometer sydväst om Winterthur. Orten har cirka 754 invånare (2021).